# Bruto Amante
Bruto Amante (Napoli, 11 marzo 1852 – Roma, 15 giugno 1923) è stato uno scrittore italiano.
Personalità del Risorgimento, fu autore di numerosi studi di storia meridionale, alto funzionario nel Ministero della Pubblica Istruzione e segretario del ministro Francesco De Sanctis.

## Biografia
Bruto Amante nacque a Napoli nel 1852 da Errico Amante, patriota italiano e senatore del Regno d'Italia, e da Giuseppa Battinelli. Ebbe un fratello di nome Manin (Napoli 1865 – data incerta), medico chirurgo. Le circostanze della nascita sono piuttosto avventurose dato che in quei giorni il padre, accusato di attività cospirativa, era in fuga per Napoli accompagnato dalla moglie Giuseppa Battinelli. Durante l’infanzia e l'adolescenza Bruto seguì il padre prima all'Aquila poi a Macerata, dove questi fu consigliere e poi presidente nella Corte d'appello. Proprio a Macerata, non ancora ventenne, insieme al padre fondò e diresse per quattro anni il mensile mazziniano La Confederazione Latina, che propugnava un nuovo ordine federativo per gli stati d'Europa e scrisse Il papa e il trono (1870). Nel frattempo studiò giurisprudenza all'Università di Napoli.
Bruto Amante intraprese una notevole carriera pubblica come funzionario presso il Ministero degli Esteri, segretario di gabinetto di alcuni ministri e, infine, capo divisione al Ministero della Pubblica Istruzione, esercitando un ruolo di peso nella futura definizione dell'organizzazione scolastica. Si sposò nel 1895 e dal matrimonio nacquero due figlie, Giulia e Beatrice. Morì a Roma il 15 giugno 1923.

## L'attività al Ministero della Pubblica Istruzione e per lo Sport
"La figura di Bruto Amante, poliedrica e ricca di interessi, era legata a quella di Francesco De Sanctis, di cui il padre Errico era amico fraterno ... All'interno del Ministero Bruto Amante svolse un'eccellente carriera di funzionario."
Francesco De Sanctis infatti, compiutasi l'Unità d'Italia, fu nominato Ministro della Pubblica Istruzione e Bruto Amante, che ne era discepolo ed amico, fu a sua volta nominato segretario del De Sanctis. In campo giuridico-scolastico Bruto Amante mise a punto, nel 1880, un manuale di legislazione scolastica, poi sistematizzato in alcuni testi pluriediti, come la Guida dei comuni, dei maestri e dei direttori didattici, il Nuovo manuale scolastico di legislazione e di giurisprudenza sull'istruzione e amministrazione elementare (1885 e succ. ediz.) e il Nuovo codice scolastico vigente. Leggi, decreti, regolamenti e circolari (1896 e succ. ediz.).
Bruto Amante è considerato un pioniere dello sport in Italia, proprio in un momento in cui questo stava assumendo importanza di carattere sociale, principalmente per la rinascita dei Giochi Olimpici, la cui prima edizione moderna era stata ospitata nello stadio Panatenaico di Atene nel 1896. "Bruto Amante si batté, nella veste di presidente della Federazione scolastica nazionale di educazione fisica, per la realizzazione di strutture sportive che consentissero alla gioventù del nuovo Stato Unitario di elevarsi al livello di quelle cresciute all'ombra delle civiltà classiche."
La proposta contenuta nella pubblicazione Lo Stadio Nazionale nel Circo Massimo, ottenne l'adesione di Gabriele D'Annunzio, dello storico d'arte Adolfo Venturi, degli scultori Ettore Ferrari e Vito Pardo, dell'archeologo Giacomo Boni, ma per i costi eccessivi fu accantonata e confluì nella realizzazione dello Stadio Nazionale per l'Esposizione Internazionale di Roma del 1911. Quella tipologia di circo avanzata da Bruto Amante fu utilizzata in importanti strutture sportive costruite negli anni '30, come ad esempio lo stadio progettato da Torben Grut per le Olimpiadi di Stoccolma del 1912, a testimonianza della modernità e validità dell'idea di Bruto Amante.

## L'attività come giornalista
Come giornalista l'Amante collaborò a varie testate, scolastiche e non, e si distinse per le capacità organizzative e progettuali, che gli procurarono la ripetuta elezione a consigliere dell'Associazione nazionale della stampa. In particolare fu direttore della Rivista della Pubblica Istruzione (SPES, n. 949), rassegna quindicinale giuridico-didattica della legislazione e dell'amministrazione scolastica italiana uscita in due serie, la prima nel 1887 (poi confluita agli inizi del 1888 nel periodico milanese Il Risveglio educativo), di cui diresse in pratica la redazione romana, e la seconda nel 1911. Partecipò inoltre al dibattito scolastico di fine '800 con alcuni scritti sull'istruzione popolare (1882), sui seminari «in rapporto al nostro diritto scolastico» (1907) e su temi relativi all'educazione fisica (1907). Fu a lungo responsabile dell'apposita sezione ministeriale in questo ultimo ambito e promotore nel 1908 della Federazione scolastica per l'educazione fisica.

## Pubblicazioni e interessi
Molteplici furono gli interessi storici di Bruto Amante, espressi in un gran numero di saggi, tra cui spiccano Giulia Gonzaga contessa di Fondi e il movimento religioso femminile nel secolo XVI (1896), Memorie storiche e statutarie di Fondi in Campania (1903) e Fra Diavolo il suo tempo (1904). Negli ultimi anni di vita tornò con vigore a propugnare l'ideale federativo europeista con l'opera I napoletani nel 1815, La prima guerra per l'unità d'Italia (1916) e Per l'assetto federativo delle nazioni latine. Arminio e Germanico, Pangermanesimo e Panlatinismo (1917). Bruto Amante fu inoltre autore di numerosi studi di storia locale e meridionale.

## La Romania
Il 6 settembre 1884 Bruto Amante partì per la Romania, attraversando in treno Vienna e Budapest, per raggiungere Bucarest e incontrare il poeta Costantino Alexandru Rosetti, varie personalità della capitale romena fra cui il Ministro Gheorge Chitu, I'allora noto esponente della nota famiglia di Craiova legata alla cultura italiana; con la figlia di lui, Maria Chitu, fu prima traduttrice in romeno della Divina Commedia e con lei Bruto Amante intratterrà un rapporto epistolare lungo oltre vent'anni.
L'interesse di Bruto per la Romania era stato ereditato dal padre Errico Amante nell'ambito di quel desiderio di 'romanizzazione' risorgimentale che si delineava nella riscoperta dei valori dell’Antica Roma nei tempi moderni e una ricostituita unità della Gens Latina. Nella grande ansa del Danubio, protetta dietro dai Carpazi, si era mantenuta storicamente, in modo quasi miracoloso, una popolazione, quella romena, fedele alla civiltà romana, secondo gli Amante, più delle altre sorelle latine, come l'Italia, la Francia, la Spagna, il Portogallo, il Belgio, invase e contaminate pesantemente dall'elemento germanico (i Goti nelle loro varie articolazioni) e da altri popoli non romanizzati.
A proposito del viaggio in Romania, Bruto Amante scrive: "Io da molto tempo desiderava intraprenderlo, poiché, pochi anni prima, un egregio scrittore della Romania, un ardente italianofilo, un cultore appassionato de' classici latini, il dott. I. C. Dragescu, mi aveva scritto una lettera da Kustendié; ponendo a fianco di questa parola e tra parentesi l'antico e corrispondente nome di Tomi, parlandomi d'un lago là esistente e dal popolo chiamato lago d'Ovidio; - accenni che tenevano in me desto il desiderio del viaggio". Ma il viaggio fu anche deciso quando Bruto Amante seppe della proposta di innalzamento di un monumento a Costanza (la romana ‘Tomi’) sul Mar Nero in ricordo del grande poeta latino Ovidio, lì vissuto in esilio negli ultimi anni della vita e lì morto, che ancora oggi domina la piazza più importante della grande città marittima della Romania.
Le vicende del viaggio vengono descritte in La Romania illustrata. Ricordi di viaggio, opera scritta con eleganza e curata dal punto di vista editoriale, peraltro in un momento in cui la Transilvania diveniva teatro anche di altri romanzi fra cui il più noto Dracula di Stoker. Il libro è composto di 18 capitoli e fu scritto con particolare cura, sviluppandosi sulla base degli appunti del viaggio, mandata alle stampe rivolgendosi alla nota tipolitografia del monastero di Montecassino.
Bruto Amante riesce in quest’opera a dipingere le principali figure della storia romena nonché la storia del paese con uno stile chiaro ed elegante, sempre riferendosi alle sue personali esperienze di viaggio. L'autore delinea una Romania liberale, aperta all'Europa. Italia e Romania, proprio sulle basi della loro comune nascita latina, pongono così le basi ideali di quella comune patria europea che la "Confederazione Latina", promossa già dal padre Errico, verso la fine dell’Ottocento si poneva come baluardo di sicurezza, sviluppo e pace, anche e profeticamente contro l’imminente pangermanesimo dei decenni a venire.
Nel diario di viaggio Bruto Amante incontrò la giovane contadina di nome Stoica a un ballo popolare, organizzato in onore della sua visita in Romania, presso la tenuta di Hieresci, di proprietà dell’ex ministro di giustizia e della moglie Olga, a pochi chilometri da Bucarest. La giovane contadina, che rapì l’immaginazione dell’Amante è raffigurata non a caso sulla copertina del libro, rappresentativa di quella energica forza civilizzatrice tipica degli antichi Romani e che si ripropone nella Confederazione Latina moderna.